# Jánó Zétény
Jánó Zétény (Kismarton, 2005. március 13.– ) magyar származású osztrák korosztályos válogatott labdarúgó, az osztrák élvonalbeli Grazer AK játékosa, kölcsönben a Liefering csapatától.

## Pályafutása

### Klubcsapatokban
2022. szeptember 29-én a brit The Guardian országos napilapnál felkerült a legígéretesebb 2005-ben született labdarúgók listájára. 2023. július 1-jén 2027-ig szóló szerződést kötött vele az osztrák Red Bull Salzburg. Összesen 76 másodosztályú mérkőzésen lépett pályára a Salzburg fiókcsapatának, a Lieferingnek színeiben, amelyeken 13 gólt szerzett. 2025. februárjában kölcsönbe az élvonalbeli Grazer AK-hoz került. Február 22-én, a bajnokság 19. fordulójában gólt lőtt és gólpasszt jegyzett az Austria Klagenfurt elleni 4–2-es vereség során.

### A válogatottban
Jánó 2021 óta az osztrák korosztályos labdarúgó-válogatottak tagja.

## Statisztika

### Klubcsapatokban
2025. augusztus 16-i állapot szerint.
| Klub                   | Szezon         | Bajnokság          | Bajnokság | Bajnokság | Kupa  | Kupa  | Nemzetközi | Nemzetközi | Egyéb | Egyéb | Összesen | Összesen |
| Klub                   | Szezon         | Liga               | Mérk.     | Gólok     | Mérk. | Gólok | Mérk.      | Gólok      | Mérk. | Gólok | Mérk.    | Gólok    |
| ---------------------- | -------------- | ------------------ | --------- | --------- | ----- | ----- | ---------- | ---------- | ----- | ----- | -------- | -------- |
| Liefering              | 2021–22        | 2. Liga            | 7         | 0         | —     | —     | —          | —          | —     | —     | 7        | 0        |
| Liefering              | 2022–23        | 2. Liga            | 29        | 4         | —     | —     | —          | —          | —     | —     | 29       | 4        |
| Liefering              | 2023–24        | 2. Liga            | 26        | 6         | —     | —     | —          | —          | —     | —     | 26       | 6        |
| Liefering              | 2024–25        | 2. Liga            | 14        | 3         | —     | —     | —          | —          | —     | —     | 14       | 3        |
| Liefering              | Összesen       | Összesen           | 76        | 13        | —     | —     | —          | —          | —     | —     | 76       | 13       |
| Grazer AK (kölcsönben) | 2024–25        | Osztrák Bundesliga | 14        | 1         | —     | —     | —          | —          | —     | —     | 14       | 1        |
| Grazer AK (kölcsönben) | 2025–26        | Osztrák Bundesliga | 3         | 0         | 1     | 0     | —          | —          | —     | —     | 4        | 0        |
| Grazer AK (kölcsönben) | Összesen       | Összesen           | 17        | 1         | 1     | 0     | —          | —          | —     | —     | 18       | 1        |
| Teljes karrier         | Teljes karrier | Teljes karrier     | 93        | 14        | 1     | 0     | —          | —          | —     | —     | 94       | 14       |